# Ausflussmesser nach Moore

Darstellung des Messgerätes

Der Ausflussmesser nach Moore ist ein Prüfgerät zur Messung der Rauheit von Straßenoberflächen und erlaubt damit Rückschlüsse auf die Griffigkeit. Das Gerät besteht aus einem Glaszylinder mit Messskala. Am unteren Ende des Glaszylinders befindet sich ein Gewichtsring und einer Auslassöffnung, die mit einer Gummidichtung versehen ist. Mit Hilfe dieses Gerätes wird die Ausflusszeit einer definierten Wassermenge ermittelt, die unterhalb des Dichtringes auf der Straßenoberfläche aus dem Zylinder austritt. Die Ausflusszeit orientiert sich dabei an der Rauheit der Straßenoberfläche. 
Bei der Prüfung der Griffigkeit (genauer der Feinrauigkeit) mit dem SRT-Pendel ist der Ausflussmesser nach Moore zwingend anzuwenden, um die Makrorauigkeit festzustellen. 